# Henryk Machalica

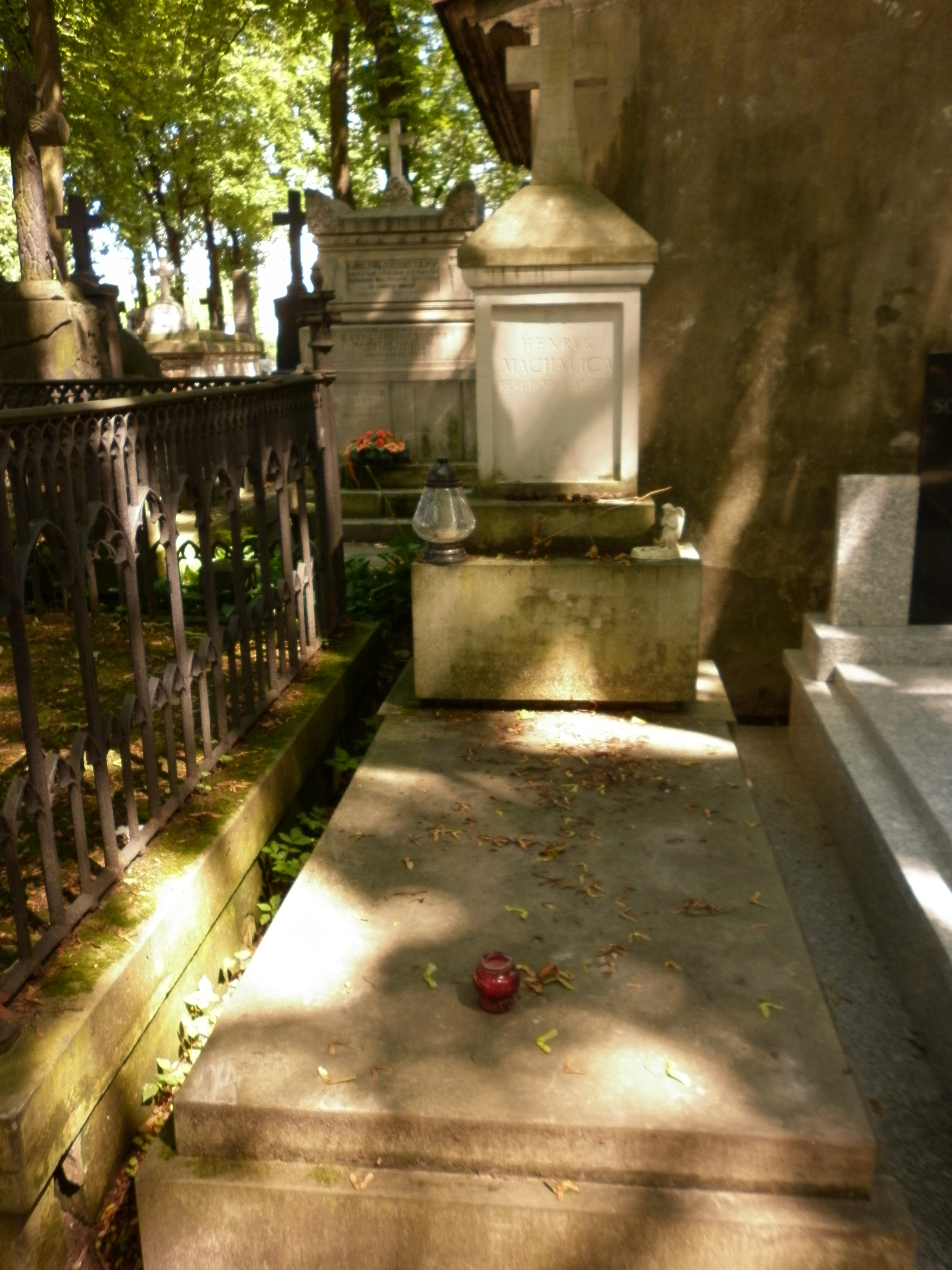
Grób Henryka Machalicy

Henryk Machalica (ur. 18 czerwca 1930 w Chybiu, zm. 1 listopada 2003 w Warszawie) – polski aktor filmowy, teatralny i dubbingowy, a także model.

## Życiorys
Syn Zygmunta i Alojzji. W 1954 zdał egzamin eksternistyczny dla aktorów lalkarzy, w 1958 egzamin eksternistyczny dla aktorów dramatycznych. Początkowo (1952–1955) pracował w Teatrze Lalek w Bielsku-Białej, a od 1955 roku także jako aktor dramatyczny. Występował w teatrach:
- 1955–1958 – Teatry Dolnośląskie w Jeleniej Górze i Wałbrzychu
- 1958–1959 – Teatr Polski w Bielsku-Białej
- 1959–1961 – Teatr Ziemi Lubuskiej w Zielonej Górze
- 1961–1962 – Teatr Dramatyczny im. A. Węgierki w Białymstoku
- 1962–1969 – Teatr Polski w Poznaniu
- 1969–1983 – Teatr Narodowy w Warszawie
- 1983–1987 – Teatru Ateneum w Warszawie
- 1987–1989 – Teatr Dramatyczny w Warszawie
- 1989–1990 – Teatr Nowy w Warszawie
- 1990–1995 – Teatr Powszechny w Warszawie

Współpracował także z Teatrem Ochoty w Warszawie.
Ojciec aktorów: Piotra Machalicy (ur. 1955, zm. 2020) i Aleksandra Machalicy oraz sportowca, Krzysztofa Machalicy.
Szeroką popularność przyniosła mu rola Dionizego Złotopolskiego w polskim serialu telewizyjnym Złotopolscy, w którym występował od 1997 do 2003.
Ostatnie lata mieszkał na wsi. Chciał spełnić swoje marzenie i wybudować hotel dla koni, które uwielbiał. Tego nie udało się mu już zrealizować. Zmarł w wyniku obrażeń odniesionych podczas upadku z konia (złamał kręgosłup i był sparaliżowany). Został pochowany na cmentarzu Powązkowskim w Warszawie (kwatera 15 rząd 6 grób 12).

## Filmografia
- 1967: Skok – dyrektor spółdzielni
- 1970: Mała ankieta – ławnik
- 1971: 150 na godzinę – zegarmistrz Antoni
- 1971: Wiktoryna, czyli czy pan pochodzi z Beauvais? – mecenas
- 1973: Wielka miłość Balzaka – dr Henryk Knothe (odc. 1 i 7)
- 1974: Ile jest życia – leśniczy Dzieduszycki (odc. 6 i 11)
- 1974: Łukasz – Kamiński, ojciec Łukasza
- 1975: Moja wojna, moja miłość – syn właścicielki pałacu
- 1975: Il lungo viaggio – pop
- 1976: A jeśli będzie jesień... – weterynarz
- 1976: Czerwone ciernie – dyrektor gimnazjum
- 1977: Około północy – lekarz
- 1977: Pasja – Smolka
- 1978: Rodzina Połanieckich – Janisz (odc. 1, 4 i 7)
- 1979: Klucznik – lekarz
- 1979–1981: Najdłuższa wojna nowoczesnej Europy – radca Joseph von Zerboni di Sposetti (odc. 2)
- 1979: Prom do Szwecji – Samuelson
- 1979: Racławice. 1794 – przeor zakonu karmelitów
- 1980: Ciosy – pisarz-laureat
- 1980: Jeśli serce masz bijące – dyrektor szkoły
- 1980: Polonia Restituta – Wacław Niemojewski
- 1980: Zamach stanu – adwokat Graliński
- 1981: 07 zgłoś się – John Cieplik (odc. 10)
- 1981: Limuzyna Daimler-Benz – dyrektor gimnazjum
- 1981: Ryś – dziad Darus
- 1982: Pensja pani Latter – Dębicki
- 1982: Polonia Restituta – Wacław Niemojewski (odc. 3)
- 1982: Wilczyca – doktor Goldberg
- 1983: Dzień kolibra – pan Janicki
- 1983: Fachowiec – profesor z Berlina
- 1983: Marynia – Janisz
- 1983: Na odsiecz Wiedniowi – przeor Jasnej Góry
- 1983: Wierna rzeka – major kozacki
- 1984: Kobieta w kapeluszu – Jan Ziembiński
- 1985: Przyłbice i kaptury – Mikołaj Trąba
- 1985: Rajska jabłoń – prokurator oskarżający Amelkę
- 1985: Temida – mecenas Gott
- 1985: Tętno – ojciec Haliny
- 1985: Żaglowiec – dziadek Michała
- 1986: Borys Godunow – Jerzy Mniszech, ojciec Maryny
- 1986: Cudzoziemka – doktor Gerhard
- 1986: Głód serca – ojciec Marii
- 1986: Pierścień i róża – drwal Szparagino
- 1986: Pierścień i róża – drwal Szparagino
- 1987: Trzy kroki od miłości – profesor
- 1988: Alchemik – Vasari
- 1988: Alchemik Sendivius – Vasari
- 1988: Błąd w rachunku – profesor Graszkiewicz
- 1988: Chichot Pana Boga – pacjent sanatorium
- 1988: Mistrz i Małgorzata – profesor Kuźmin (odc. 2)
- 1988: Niezwykła podróż Baltazara Kobera – Sigismund
- 1988: Pogranicze w ogniu – profesor Strauss (odc. 1)
- 1988: Pomiędzy wilki – psychoanalityk Denis
- 1989: Kanclerz – Górnicki, teść Klary (odc. 1 i 2)
- 1989: Kapitał, czyli jak zrobić pieniądze w Polsce – teść Piotra
- 1989: Kawalerki – mecenas
- 1989: Nocny gość – Felier
- 1990: Dom na głowie – ordynator (odc. 1)
- 1990: Historia niemoralna – aktor na próbie „Antygony"
- 1990: Kapitan Conrad
- 1990: Maria Curie – Kowarski
- 1991: Dziecko szczęścia – wuj Wacka
- 1992: Enak – ginekolog
- 1992: Szwadron – dowódca kosynierów
- 1992: Zwolnieni z życia – psychiatra
- 1994: Dama kameliowa – doktor Molcni
- 1995: Dzieje mistrza Twardowskiego – król Zygmunt August
- 1995: Sukces – profesor Skarbek
- 1997: Księga wielkich życzeń – Henryk Rychter
- 1997–2003: Złotopolscy – Dionizy Złotopolski
- 1998: Złoto dezerterów – hrabia
- 2001: Czarna plaża – wielki pisarz
- 2002: Psie serce – Michał, mąż Ewy

### Dubbing
- 1974: Spragniona miłości
- 1976: Premia
- 1976: Ja, Klaudiusz – Arystarch
- 1976: Pogoda dla bogaczy
- 1977: Tabor wędruje do nieba
- 1978: Jak Iwanuszka szukał cudu
- 1994: Prowincjonalne życie – Alex
- 1996: Dzwonnik z Notre Dame – Archidiakon Frollo
- 1997: Star Trek: Voyager – Opiekun
- 1997: Herkules – Amfitrion
- 1997: Anastazja – Grigorij Rasputin (wersja kinowa)
- 1998: Mulan – Fa Zu
- 2000: Twarze i maski – profesor Barden

## Odznaczenia[7]
- Złoty Krzyż Zasługi
- Medal 40-lecia Polski Ludowej
- Odznaka „Zasłużony Działacz Kultury”
- Złota odznaka honorowa „Za Zasługi dla Warszawy”  (1989)[8]
- Odznaka honorowa „Zasłużony Białostocczyźnie”
- Odznaka „Zasłużony dla m. Krakowa”
- Odznaka „Zasłużony dla m. Poznania”